# Blabak (Pesantren)
Blabak is een bestuurslaag in het regentschap Kediri van de provincie Oost-Java, Indonesië. Blabak telt 5581 inwoners (volkstelling 2010).